# Thottea
Genre
Synonymes
- Apama Lam.[2]

Thottea est un genre de plantes à fleurs de la famille des Aristolochiaceae.

## Liste des espèces
Selon le Catalogue of Life (20 juillet 2017) :
- Thottea abrahamii M. Dan, P.J. Mathew, C.M. Unnithan & P. Pushpangadan
- Thottea adichilthottiana Sunil & Naveen Kum.
- Thottea anthonysamyi T.L.Yao
- Thottea barberi (Gamble) Ding Hou
- Thottea beccarii Ding Hou
- Thottea borneensis Valet.
- Thottea celebica Ding Hou
- Thottea corymbosa (Griff.) Ding Hou
- Thottea curvisemen Ding Hou
- Thottea dalzellii (Hook.fil.) Karthik. & Moorthy
- Thottea dependens (Planch.) Klotzsch
- Thottea dinghoui K. Swarupanandan
- Thottea duchartrei V.V. Sivarajan, A. Babu & Indu Balachandran
- Thottea grandiflora Rottb.
- Thottea hainanensis (Merr. & Chun) Ding Hou
- Thottea idukkiana A.G. Pandurangan & V.J. Nair
- Thottea kamarudiniana T.L.Yao
- Thottea longipedunculata T.L.Yao
- Thottea macrantha (Boerl.) Ding Hou
- Thottea macrophylla Becc.
- Thottea muluensis Ding Hou
- Thottea papilionis T.L.Yao
- Thottea parviflora Ridl.
- Thottea paucifida Ding Hou
- Thottea penitilobata Ding Hou
- Thottea philippinensis Quisumb.
- Thottea piperiformis (Griff.) D.l. Mabberley
- Thottea piscodora T.L.Yao
- Thottea ponmudiana V.V. Sivarajan
- Thottea praetermissa T.L.Yao
- Thottea racemosa (Lour.) Ding Hou
- Thottea reflexa T.L.Yao
- Thottea reniloba Ding Hou
- Thottea rhizantha Becc.
- Thottea ruthiae T.L.Yao
- Thottea sasidharaniana Robi
- Thottea siliquosa (Lam.) Ding Hou
- Thottea sivarajanii E.S.S.Kumar, A.E.S.Khan & Binu
- Thottea straatmanii Ding Hou
- Thottea sumatrana (Merr.) Ding Hou
- Thottea terengganuensis T.L.Yao
- Thottea tomentosa (Bl.) Ding Hou
- Thottea tricornis Maing. ex Hook. fil.
- Thottea triserialis Ding Hou

Selon NCBI (20 juillet 2017) :
- Thottea abrahamii
- Thottea barberi
- Thottea borneensis
- Thottea corymbosa
- Thottea dalzellii
- Thottea dependens
- Thottea dinghoui
- Thottea duchartrei
- Thottea grandiflora
- Thottea hainanensis
- Thottea idukkiana
- Thottea macrantha
- Thottea parviflora
- Thottea penitilobata
- Thottea piperiformis
- Thottea ponmudiana
- Thottea siliquosa
- Thottea sivarajanii
- Thottea tomentosa